# إصلاح أم الدم داخل الوعائي
إصلاح أم الدم داخل الوعائي، هو نوع من الجراحة داخل الوعائية يستخدم لعلاج الآفات المرضية في الشريان الأبهر، وبالأخص أم الدم الأبهرية البطنية (أيه أيه أيه). حين تستخدم لعلاج آفة في الأبهر الصدري، يطلق على هذا الإجراء بالتحديد مصطلح تي إي فّي أيه آر، أي «إصلاح أم دم الأبهر الصدري داخل الوعائي». يتضمن الإجراء وضع طعم دعامي مرن ضمن الأبهر لعلاج الآفة الأبهرية دون إجراء عمل جراحي مباشر على الأبهر. في عام 2003، تغلّب إصلاح أم الدم داخل الوعائي على عملية الشريان الأبهر المفتوح ليصبح أشيع تكنيك لإصلاح أم الدم الأبهرية البطنية، وفي عام 2010، شكل إصلاح أم الدم داخل الوعائي نحو 78% من مجمل إصلاحات أم الدم الأبهرية البطنية في الولايات المتحدة.

## الاستخدامات الطبية
يعد إصلاح أم الدم داخل الوعائي الإجراء الأنسب لأمهات الدم التي تبدأ أسفل الشرايين الكلوية، حيث يتواجد طول كافٍ من الأبهر الطبيعي (عنق الأبهر الداني) لأجل الوصل الآمن للطعم الداخلي دون تسريب الدم حول الأداة («تسريب داخلي»).
يحتاج المرضى المصابون بأمهات الدم إصلاحًا اختياريًا لأمهات الدم حين يبلغ قطرها الحد الكافي (نموذجيًا حين يزيد عن 5.5 سنتي متر)، إذ يكون خطر التمزق أكبر من خطر الجراحة حينئذ. يُسمَح بإجراء الإصلاح أيضًا في حالة أمهات الدم التي تتضخم بسرعة أو تلك التي تشكل مصدرًا للصمات (بقايا أم الدم التي تنفصل وتنتقل إلى الشرايين الأخرى). وأخيرًا، يستطب إجراء الإصلاح لأمهات الدم التي تشكل مصدرًا للألم والمضض، ما قد يشير إلى تمزق وشيك. تشمل خيارات الإصلاح عملية الشريان الأبهر المفتوح التقليدية أو الإصلاح داخل الوعائي.
تهدف الإجراءات داخل الوعائية لتقليل المراضة والوفيات الناتجة عن معالجة الآفات الشريانية في مجموعة مرضى تزداد أعمارهم ويتناقص تلاؤمهم بالمقارنة مع زمن تطوير الإصلاحات المفتوحة الكبرى وانتشارها. حتى في الأيام الباكرة، كانت المخاطر الكبرى مقبولة نظرًا لإدراك أن العملية المفتوحة الكبرى هي الخيار الوحيد. هذا ليس الحال لدى معظم المرضى في يومنا هذا.
أظهرت الدراسات التي خضع فيها المرضى المصابون بأم الدم للعلاج بالإصلاح داخل الوعائي اختلاطات باكرة أقل في المنهج الأقل غزوًا. لاحظت بعض الدراسات أيضًا معدلات وفيات أقل في إصلاح أم الدم داخل الوعائي. لكن إنقاص الوفيات لا يدوم على المدى الطويل. بعد عدة سنوات، تتساوى البقيا بعد الإصلاح في كل من إصلاح أم الدم داخل الوعائي والجراحة المفتوحة. قد تكون هذه الملاحظة نتيجة مشاكل في متانة الطعوم الداخلية الحديثة، مع وجود حاجة مماثلة إلى إجراءات إضافية من أجل إصلاح التسريبات الداخلية والمشاكل الأخرى المتعلقة بالأداة. قد تنقص التقنية المطورة الأحدث من الحاجة لمثل هذه الإجراءات الثانوية. إذا كان الأمر كذلك، قد تتحسن نتائج إصلاح أم الدم داخل الوعائي ليصل لنقطة تصبح فيها فائدة البقيا طويل الأمد واضحة.
يستخدم إصلاح أم الدم داخل الوعائي أيضًا في تمزقات الأبهر البطني والصدري النازل، وفي حالات نادرة يستخدم لعلاج الآفات المرضية في الأبهر الصاعد.